# Republica Tămrăș

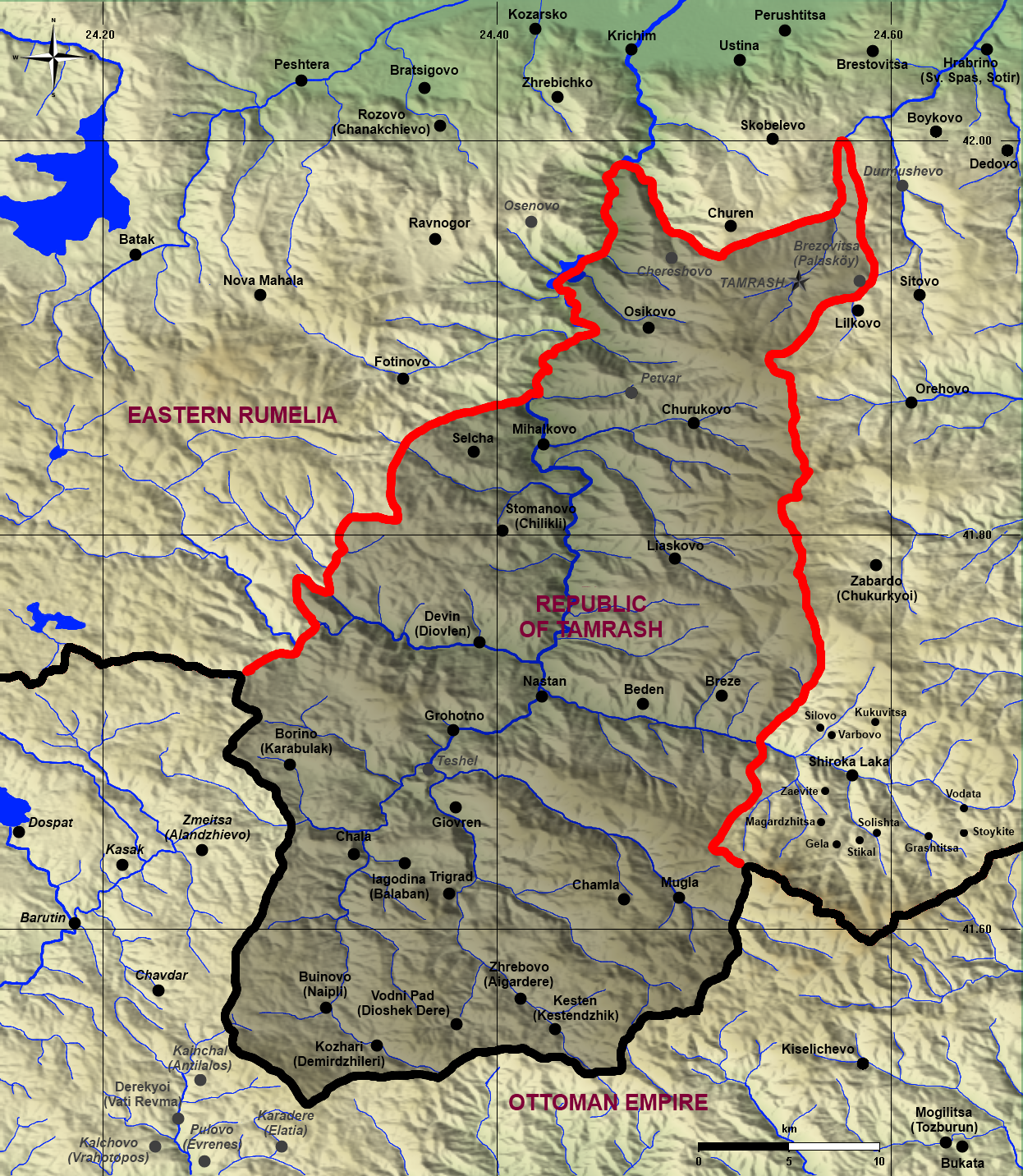
Harta Republicii Tămrăș.

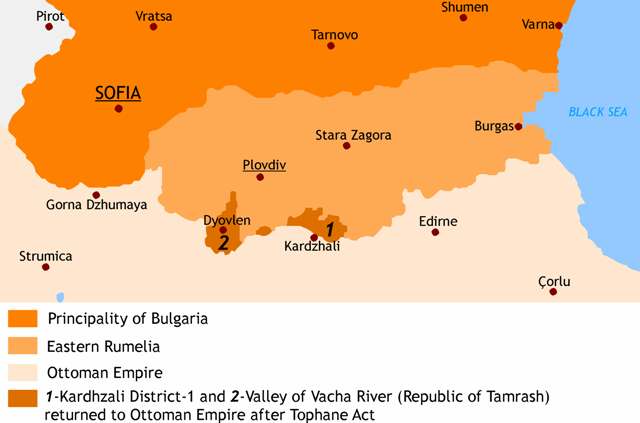
Republica Tămrăș este notată cu cifra 2 pe hartă.

Republica Tămrăș (în bulgară Тъмръшка република, transliterat: Tǎmrǎška republika) a fost o structură administrativă autonomă de scurtă durată a pomacilor, care trăiau în regiunea Tămrăș din Munții Rodopi. A existat din 1878 până în 1886.

## Geografie
Teritoriul se întinde pe suprafața cuprinsă în valea superioară a râului Văcea și a majorității afluenților săi. Teritoriul rebel a fost inițial format din 17 sate, dar numărul său a crescut până la 21 în 1880. Unele dintre aceste sate au fost Trigrad, Mugla, Beden, Mihalkovo, Skobelevo, Ciurukovo și Devin.

## Istorie
Republica a supraviețuit până în 1886, când Rumelia Orientală a fost încorporată în Bulgaria. Apoi zona a fost retrocedată Imperiului Otoman.